# Чириковка
Чириковка (каз. Чириковка) — село в Есильском районе Северо-Казахстанской области Казахстана. Административный центр Заречного сельского округа. Код КАТО — 594245100.

## География
Расположено на правом берегу реки Ишим. Рядом с селом проходит автомобильная трасса Петропавловск—Жезказган.
В окрестностях выявлены памятники археологии раннего железного века.

## История
Село основано около 1906 года на участке конезаводчика есаула Чирикова.
В селе Чириковка после выхода на пенсию в 1989 году жила доярка Надежда Константиновна Лукьянченко (1939—2004), Герой Социалистического труда. Похоронена на сельском кладбище.

## Население
В 1999 году население села составляло 1268 человек (595 мужчин и 673 женщины). По данным переписи 2009 года, в селе проживало 1034 человека (501 мужчина и 533 женщины).